# RDFa
RDFa (або Resource Description Framework in Attributes) — це рекомендація W3C, яка додає набір розширень на рівні атрибутів до HTML, XHTML та різних типів документів на основі XML для вбудовування розширених метаданих у вебдокументи. Відображення моделі даних RDF дозволяє використовувати його для вбудовування виразів суб'єкт-предикат-об'єкт RDF в документи XHTML. Це також дозволяє витягувати потрійні моделі RDF за допомогою сумісних користувацьких агентів.

## Принцип
RDFa — це набір елементів і атрибутів. Цей синтаксис відповідає моделі Resource Description Framework (RDF): дані, описані в RDFa, можна легко трансформувати в дані RDF. Таким чином, RDFa є технікою для реалізації семантичної мережі.
RDFa частково використовує існуючий синтаксис HTML:
- атрибут class - використовується для визначення типу об'єкта
- атрибут id - опосередковано, використовується для визначення URI об'єкта на сторінці
- Атрибути rel, rev і href - вказують зв'язок з іншим ресурсом

RDFa додає власні елементи, атрибути:
- about - URI, що вказує ресурс, описаний метаданими; за його відсутності – поточний документ;
- property - визначення властивості для вмісту елемента;
- content - необов'язковий атрибут, який замінює вміст елемента при використанні атрибута властивості.
- datatype - необов'язковий атрибут, який визначає тип даних вмісту;
- resource - необов'язковий атрибут, що вказує зовнішній ресурс, у мережі інтернет або посилання на книжку, який зазвичай не можна натискати. Він замінює @href і @src в елементах, які не визначені як посилання. Він також представляє призначення властивості (а не джерело, як у випадку з @about).

## Історія
RDFa вперше був запропонований у вигляді нотатки W3C під назвою XHTML і RDF, яку потім було представлено групі інтересів семантичної павутини на W3C 2004. Пізніше того ж року робота стала частиною шостого загальнодоступного робочого проекту XHTML 2.0. Хоча прийнято вважати, що спочатку RDFa був призначений лише для XHTML 2, але насправді метою RDFa завжди було надання способу додавання метаданих до будь-якої мови на основі XML. Справді, один із ранніх документів, що носять назву RDF/A Syntax, має підзаголовок «Колекція атрибутів для розшарування RDF на мовах XML». Документ був написаний Марком Бірбеком та Стівеном Пембертоном і був доступний для обговорення 11 жовтня 2004 року.
У квітні 2007 року робоча група XHTML 2 розробила модуль для підтримки анотацій RDF у сімействі XHTML 1. Як приклад він включав розширену версію XHTML 1.1, що отримала назву XHTML + RDFa 1.0. Хоча це і описується консорціумом W3C як таке, що не представляє передбачуваний напрямок у термінах формальної мови розмітки, обмежене використання XHTML + RDFa 1.0 DTD згодом все ж таки з'явилося в світовій павутині.
Жовтень 2007 року побачив перший загальнодоступний робочий проєкт документа під назвою «RDFa у XHTML: синтаксис та обробка». Це замінило та розширило квітневий проект; він містив правила для створення парсера RDFa, а також рекомендації для організацій, які бажають використовувати цю технологію на практиці.
У жовтні 2008 року RDFa 1.0 досягла статусу рекомендації.
У червні 2012 року RDFa 1.1 досягнула статусу рекомендації. Вона відрізняється від RDFa 1.0 тим, що більше не покладається на специфічний для XML механізм простору імен. Отже, можна використовувати RDFa 1.1 з типами документів, відмінними від XML, такими як HTML 4 або HTML 5. Подробиці можна знайти у додатку до HTML 5.
Востаннє було оновлено додатковий документ RDFa 1.1 Primer  17 березня 2015 р. (Перший загальнодоступний робочий проект датований 10 березня 2006 р.)

## Версії та варіанти
Є декілька основних чітко визначених варіантів основних концепцій, які використовують як посилання та абревіатури до стандартів W3C.

### HTML+RDFa
RDFa був визначений у 2008 році за допомогою рекомендації «RDFa у XHTML: синтаксис та обробка». Його першим застосуванням мав бути модуль XHTML.
HTML-додатки залишилися, «набір атрибутів і правил обробки для розширення XHTML для підтримки RDF», розширений до HTML5, тепер виражається в спеціалізованому стандарті «HTML+RDFa» (останній «HTML+RDFa 1.1 – Підтримка для RDFa в HTML4 і HTML5").

### RDFa 1.0
Синтаксис «HTML+RDFa» 2008-го року також називався «RDFa 1.0», тому стандарту «RDFa Core 1.0» не існує. Загалом RDFa 1.0 2008-го року використовується зі старими стандартами XHTML (поки RDFa 1.1 використовується з XHTML5 і HTML5).

### RDFa 1.1
Це перший загальний (для HTML і XML) стандарт RDFa, тепер (2015) «RDFa Core 1.1» є у третьому виданні.

### RDFa Lite
Є рекомендацією W3C (1.0 і 1.1) з 2009-го року як «мінімальна підмножина RDFa, платформи опису ресурсів в атрибутах, що складається з кількох атрибутів, які можуть використовуватися для вираження машиночитаних даних у вебдокументах, таких як HTML , SVG і XML. Хоча це не повне рішення для просунутих завдань розмітки даних, воно справді підходить для більшості повсякденних потреб, і більшість вебавторів його можуть вивчити за день».
У 2009 році W3C був позиціонований, щоб зберегти RDFa Lite як унікальну та остаточну стандартну альтернативу Microdata. Позиція була підтверджена публікацією рекомендації HTML5 у 2014 році.

## Переваги
RDFa дотримується п’яти «принципів сумісних метаданих».
- Незалежність видавця – кожен сайт може використовувати власні стандарти
- Повторне використання даних – дані не дублюються. Для одного вмісту не потрібні окремі розділи XML і HTML.
- Автономність – HTML і RDF розділені
- Модульність схеми – атрибути можна використовувати повторно

Крім того, RDFa може бути корисним для вебдоступності, оскільки для допоміжних технологій доступна більше інформації.

## Приклад коду RDFa
У цьому прикладі показано додавання метаданих Dublin Core до HTML-сторінки. Основні властивості Dublin використовуються для опису книги або статті (назва, автор, тема тощо).
```
<
div
 
xmlns:dc
=
"http://purl.org/dc/elements/1.1/"

   
about
=
"http://www.example.com/books/wikinomics"
>

   
<
span
 
property
=
"dc:title"
>
Wikinomics
</
span
>

   
<
span
 
property
=
"dc:creator"
>
Don Tapscott
</
span
>

   
<
span
 
property
=
"dc:date"
>
2006-10-01
</
span
>

</
div
>

```

Крім того, RDFa дозволяє асоціювати уривки та слова в тексті із семантичною розміткою:
```
<
div
 
xmlns:dc
=
"http://purl.org/dc/elements/1.1/"

   
about
=
"http://www.example.com/books/wikinomics"
>

  In his latest book
  
<
span
 
property
=
"dc:title"
>
Wikinomics
</
span
>
,
  
<
span
 
property
=
"dc:creator"
>
Don Tapscott
</
span
>

  explains deep changes in technology,
  demographics and business.
  The book is due to be published in
  
<
span
 
property
=
"dc:date"
 
content
=
"2006-10-01"
>
October 2006
</
span
>
.

</
div
>

```

## Зовнішні посилання
- RDFa Primer [Архівовано 4 листопада 2021 у Wayback Machine.]
- hGRDDL [Архівовано 4 листопада 2021 у Wayback Machine.]
- RDFa – Implications for Accessibility [Архівовано 13 січня 2010 у Wayback Machine.]
- Mark Birbeck presenting RDFa at Google in May 2008 [Архівовано 4 листопада 2021 у Wayback Machine.]